# Піскувате
Піскува́те —  село в Україні, у Берестинському районі Харківської області. Населення становить 39 осіб. Орган місцевого самоврядування — Катеринівська сільська рада.
Після ліквідації Сахновщинського району 19 липня 2020 року село увійшло до Красноградського (Берестинського) району.

## Географія
Село Піскувате знаходиться на правому березі річки Оріль, вище за течією на відстані 4,5 км розташоване село Халтуріна, нижче за течією на відстані 6 км розташоване село Дубові Гряди, на протилежному березі - село Терни (Дніпропетровська область). Русло річки частково використовується під Канал Дніпро — Донбас.

## Історія
- 1860 - дата заснування.